# Mound City (South Dakota)
Mound City er en amerikansk by og administrativt centrum for det amerikanske county Campbell County i staten South Dakota. I 2000 havde byen et indbyggertal på 84.
45°43′33″N 100°04′10″V / 45.7258°N 100.0694°V